# Grouvellinus hygropetricus
Grouvellinus hygropetricus is een keversoort uit de familie beekkevers (Elmidae). De wetenschappelijke naam van de soort werd in 1998 gepubliceerd door Jeng & Yang.